# 額田村
額田村（ぬかたむら）は茨城県那珂郡にかつて存在した村である。

## 地理
- 現在の那珂市の北部に位置する。
- 久慈川の南岸に位置する。

## 歴史

### 村域の変遷
- 1889年（明治22年）4月1日 - 町村制施行に伴い、額田北郷・額田南郷・額田東郷が合併し那珂郡額田村が発足。
- 1955年（昭和30年）3月31日 - 菅谷町・五台村・芳野村・神崎村・戸多村・木崎村と合併し那珂町が発足。同日額田村廃止。

変遷表
| 1868年 以前 | 1868年 以前 | 明治22年 4月1日 | 昭和30年 3月31日 | 平成17年 1月21日 | 現在   |
| ----------- | ----------- | --------------- | ---------------- | ---------------- | ------ |
|             | 額田北郷    | 額田村          | 那珂町           | 市制             | 那珂市 |
|             | 額田南郷    | 額田村          | 那珂町           | 市制             | 那珂市 |
|             | 額田東郷    | 額田村          | 那珂町           | 市制             | 那珂市 |

## 人口・世帯

### 人口
総数 [単位： 人]
| 1891年（明治24年） | 2,245 |
| 1920年（大正 9年） | 2,640 |
| 1935年（昭和10年） | 3,113 |
| 1950年（昭和25年） | 4,640 |

### 世帯
総数 [単位： 世帯]
| 1920年（大正 9年） | 581 |
| 1935年（昭和10年） | 629 |
| 1950年（昭和25年） | 816 |

## 交通

### 鉄道
- 日本国有鉄道（ → 東日本旅客鉄道）
  - ■水郡線（常陸太田支線）
    - 額田駅